# Raïon d'Oust-Kamtchatsk
Le raïon d'Oust-Kamtchatsk (en russe : Усть-Камчатский райо́н, Oust-Kamtchatsk raïon) est l'une des onze subdivisions administratives du kraï du Kamtchatka, à l'est de la Russie. Son centre administratif est la commune rurale d'Oust-Kamtchatsk.

## Géographie
Le raïon d'Oust-Kamtchatsk est situé à l'est de la péninsule du Kamtchatka. Il couvre une superficie de 40 837 km2.

## Politique et administration

### Statut
Le raïon est un des onze raïons du kraï du Kamtchatka, dans le district fédéral extrême-oriental. Il est un raïon municipal, et comporte ainsi plusieurs municipalités à l'intérieur de lui.

### Tendances politiques
| Scrutin             | 1er tour | 1er tour | 1er tour | 1er tour | 1er tour | 1er tour | 1er tour | 1er tour | 1er tour | 1er tour | 1er tour | 1er tour | 2d tour                  | 2d tour                  | 2d tour                  | 2d tour                  | 2d tour                  | 2d tour                  | 2d tour                  | 2d tour                  | 2d tour                  | 2d tour                  |
| Scrutin             | 1er      | 1er      | %        | 2e       | 2e       | %        | 3e       | 3e       | %        | 4e       | 4e       | %        | 1er                      | 1er                      | %                        | 2e                       | 2e                       | %                        | 3e                       | %                        | 4e                       | %                        |
| ------------------- | -------- | -------- | -------- | -------- | -------- | -------- | -------- | -------- | -------- | -------- | -------- | -------- | ------------------------ | ------------------------ | ------------------------ | ------------------------ | ------------------------ | ------------------------ | ------------------------ | ------------------------ | ------------------------ | ------------------------ |
| Présidentielle 2012 |          | ER       | 63,37    |          | KPRF     | 13,89    |          | LDPR     | 11,38    |          | SE       | 6,64     | Victoire au premier tour | Victoire au premier tour | Victoire au premier tour | Victoire au premier tour | Victoire au premier tour | Victoire au premier tour | Victoire au premier tour | Victoire au premier tour | Victoire au premier tour | Victoire au premier tour |
| Présidentielle 2018 |          | ER       | 66,48    |          | KPRF     | 17,35    |          | LDPR     | 10,69    |          | GRANI    | 1,27     | Victoire au premier tour | Victoire au premier tour | Victoire au premier tour | Victoire au premier tour | Victoire au premier tour | Victoire au premier tour | Victoire au premier tour | Victoire au premier tour | Victoire au premier tour | Victoire au premier tour |

## Population
La population du raïon est en baisse constante depuis 25 ans, elle était de 11 744 (2010); 15 084 (2002) 28 867 (1989). La population d'Oust-Kamtchatsk représentait 37,1 % de la population totale du raïon en 2010.
| Liste des localités | Liste des localités | Liste des localités | Liste des localités | Liste des localités | Liste des localités |
| N°                  | Localité            | Statut              | Fondation           | Population 2010     | Population 2021     |
| ------------------- | ------------------- | ------------------- | ------------------- | ------------------- | ------------------- |
| 1                   | Klioutchi           | village             | 10 juillet 1741     | 5726                | 4283                |
| 2                   | Kozyrevsk           | village             | 28 août 1740        | 1241                | 935                 |
| 3                   | Kroutoberegovo      | village             |                     | 308                 | 143                 |
| 4                   | Maïskoïe            | village             | 26 juin 1930        | 117                 | 72                  |
| 5                   | Oust-Kamtchatsk     | village             | 14 octobre 1741     | 4352                | 3548                |